# Achfary
Achfary (en gaèlic escocès: Achadh Taigh Phairidh) és un vilatge a la zona del consell escocès de Highland. A l'est del poble es troba el Loch nan Ealachan.
És propietat de Grosvenor Estate (el duc de Westminster) i és conegut per la seva inusual cabina telefònica en blanc i negre, erigida als anys 60.

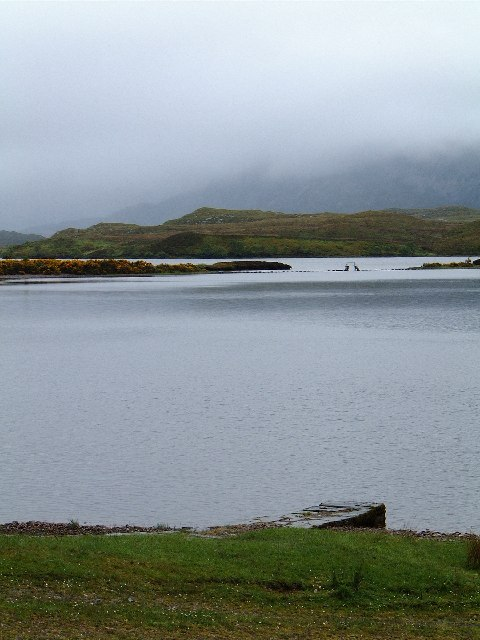
Loch nan Ealachan

L'oficina de correus d'Achfary es va obrir l'1 de setembre de 1956, i encara està oberta fins avui.
L'ajuntament d'Achfary, que s'utilitza habitualment per a funcions, també acull l'escola del poble, Achfary Primary, que es troba entre les més petites de Gran Bretanya, amb només vuit alumnes al maig de 2009.
El 1982, el poeta anglès JH Prynne va enviar una sèrie de quatre postals d'Achfary a l'amic i poeta contemporani Ed Dorn, que les va publicar al seu diari Rolling Stock sota el títol "Highland Notes". En aquestes peces, Prynne descriu el paisatge d'Achfary a través de la lent del seu rerefons històric de les Highland Clearances, tot escrivint: "Aquest lloc és fortament desolat, buit perquè invisiblement buidat".

## Clima
El 28 de desembre de 2019, es va registrar la temperatura més alta (18,7°C) un desembre de la història de tot el Regne Unit. El 28 de gener de 2024, l'oficina meteorològica del Regne Unit va registrar un nou rècord per al gener de 19,9 °C.